# Lockleaze
Lockleaze – dzielnica miasta Bristol w Anglii, w Bristol, w dystrykcie (unitary authority) Bristol. W 2011 dzielnica liczyła 12 080 mieszkańców.